# Demone Orso
Il Demone Orso (Demon Bear) è un personaggio dei fumetti Marvel creato da Chris Claremont (testi) e Bob McLeod (disegni). Il personaggio è stato descritto nei fumetti della serie, i Nuovi Mutanti e X-Force, ed è presente nella seria di spiderman, La città dei demoni come antagonista.

## Storia editoriale
L’ultima apparizione del Demone Orso nelle pubblicazioni è avvenuta nella saga di Spiderman La città dei demoni, come antagonista, tra il 2022 e il 2023

## Poteri e abilità
Il Demone Orso trae potere dalle emozioni umane negative. È in grado di teletrasportare, immensa forza, trasformazione e corruzione delle anime umane.

## Altri media

### Cinema
Il Demone Orso è l'antagonista principale del film The New Mutants (2020). In questa versione del Demone Orso è implicita come una creazione di Mirage, in seguito alla manifestazione delle sue abilità. Comincia a creare una tempesta che distrugge la riserva Cheyenne di Dani e trascorre il film a inseguirla. Dopo aver sbranato la dottoressa Cecilia Reyes, scatena un duro scontro finale con i Nuovi Mutanti, ma alla fine, Dani supera la sua paura del Demone Orso e lo calma dicendogli di riposare, permettendo al Demone Orso di dissolversi in pace.

### Videogiochi
Il Demone Orso compare nel videogioco Marvel Future Revolution.